# Gaylord Nunatak
Gaylord Nunatak är en nunatak i Antarktis. Den ligger i Västantarktis. Argentina, Chile och Storbritannien gör anspråk på området. Toppen på Gaylord Nunatak är 1 500 meter över havet.
Terrängen runt Gaylord Nunatak är huvudsakligen lite kuperad.  Trakten är obefolkad. Det finns inga samhällen i närheten. 